# L'avventuriera di Montecarlo
L'avventuriera di Montecarlo (The Woman from Monte Carlo) è un film del 1932 diretto da Michael Curtiz.

## Trama
Lottie è la moglie del Capitano Corlaix, a comando di una corazzata francese; ella si innamora del Tenente Ortelles.